# Штольценау
Штольценау (нім. Stolzenau) — сільська громада в Німеччині, розташована в землі Нижня Саксонія. Входить до складу району Нінбург. Складова частина об'єднання громад Міттельвезер.
Площа — 65 км2. Населення становить 7537 ос. (станом на 31 грудня 2021).

## Галерея

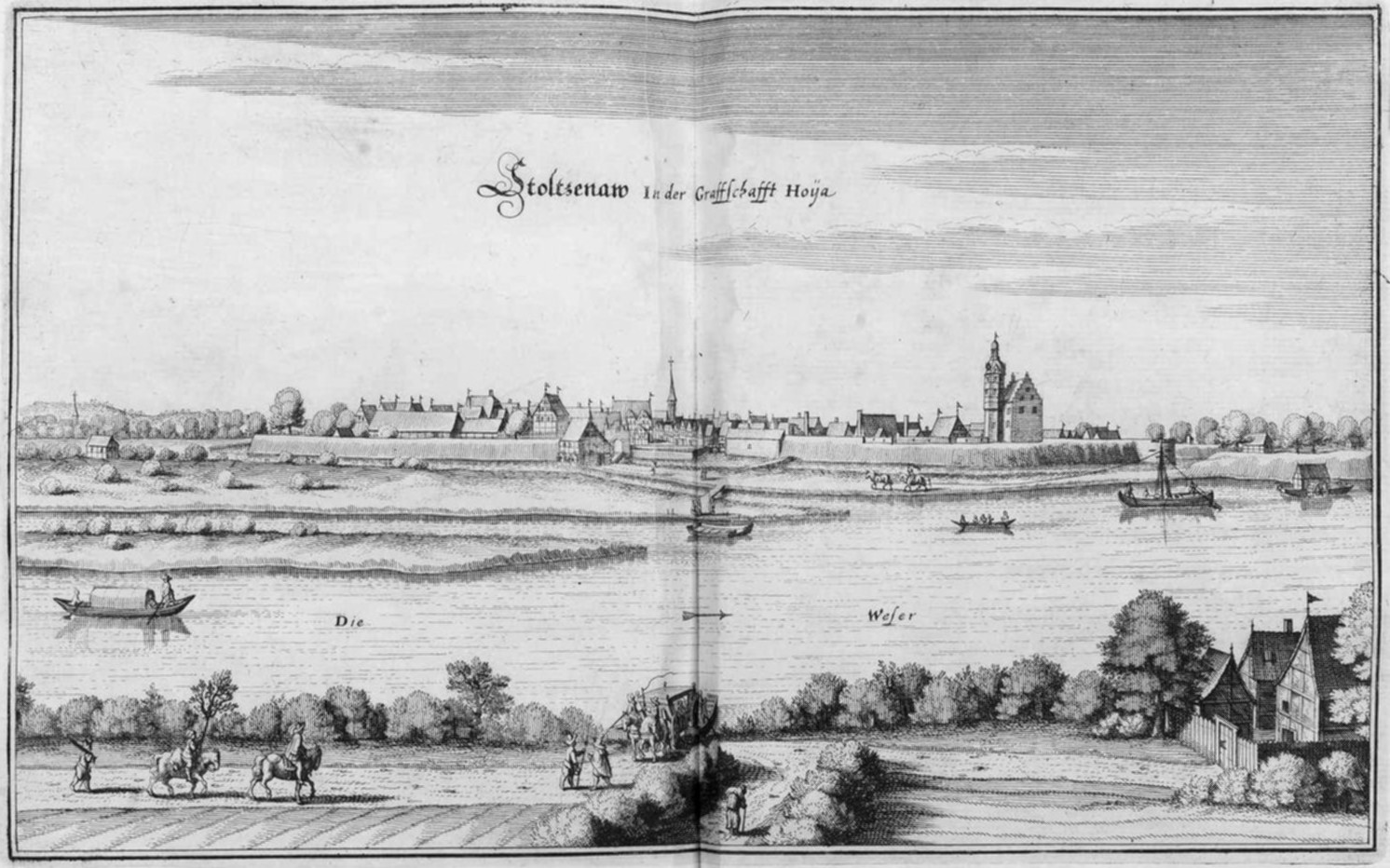
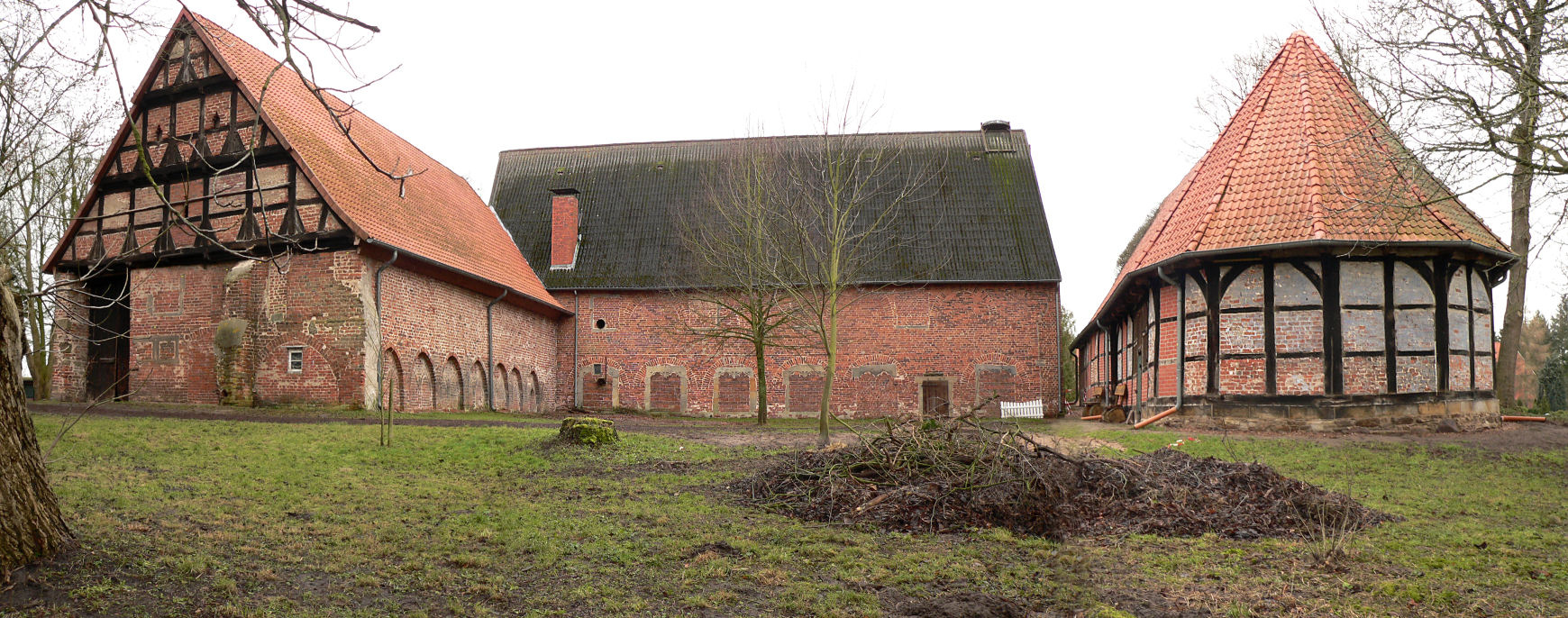
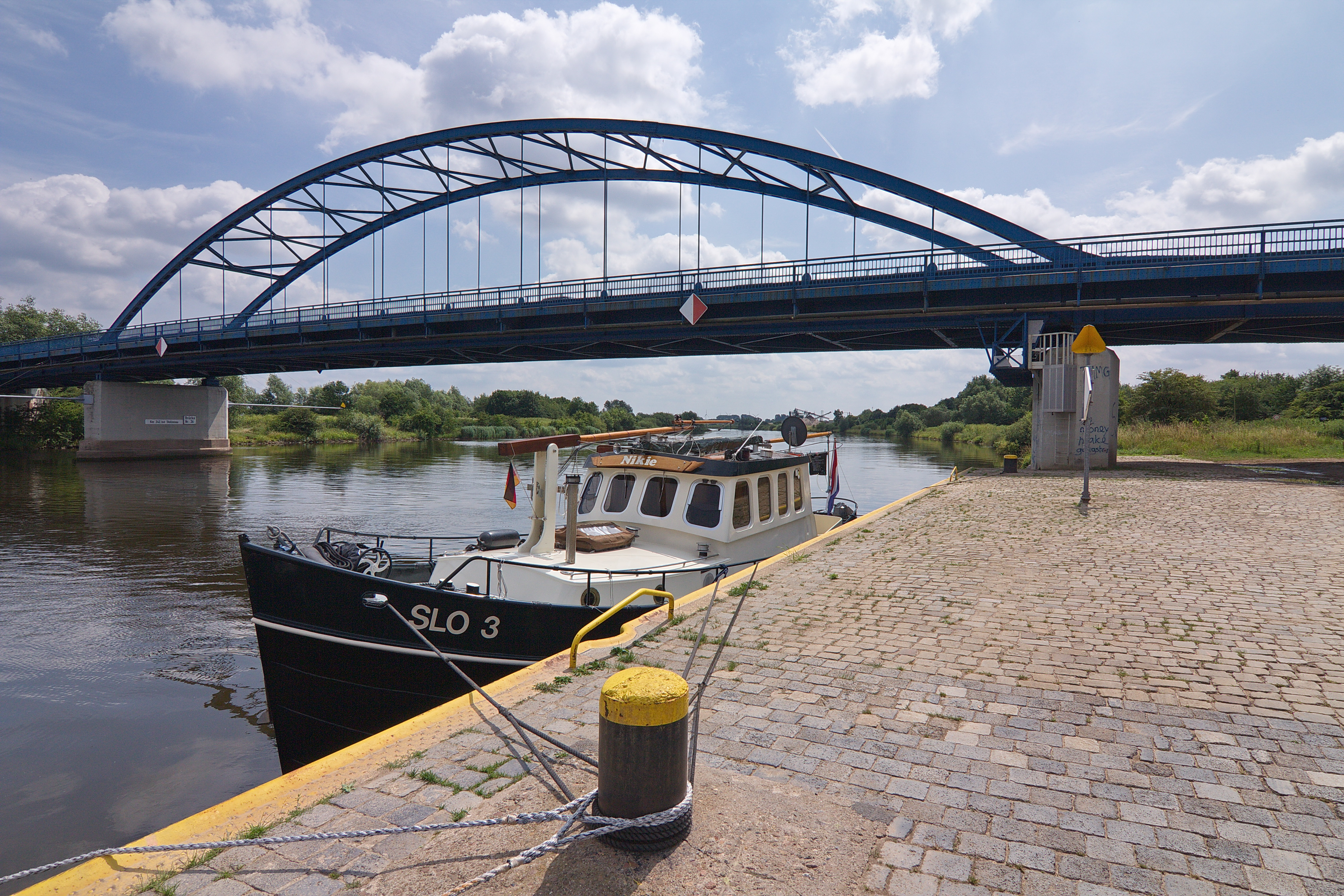
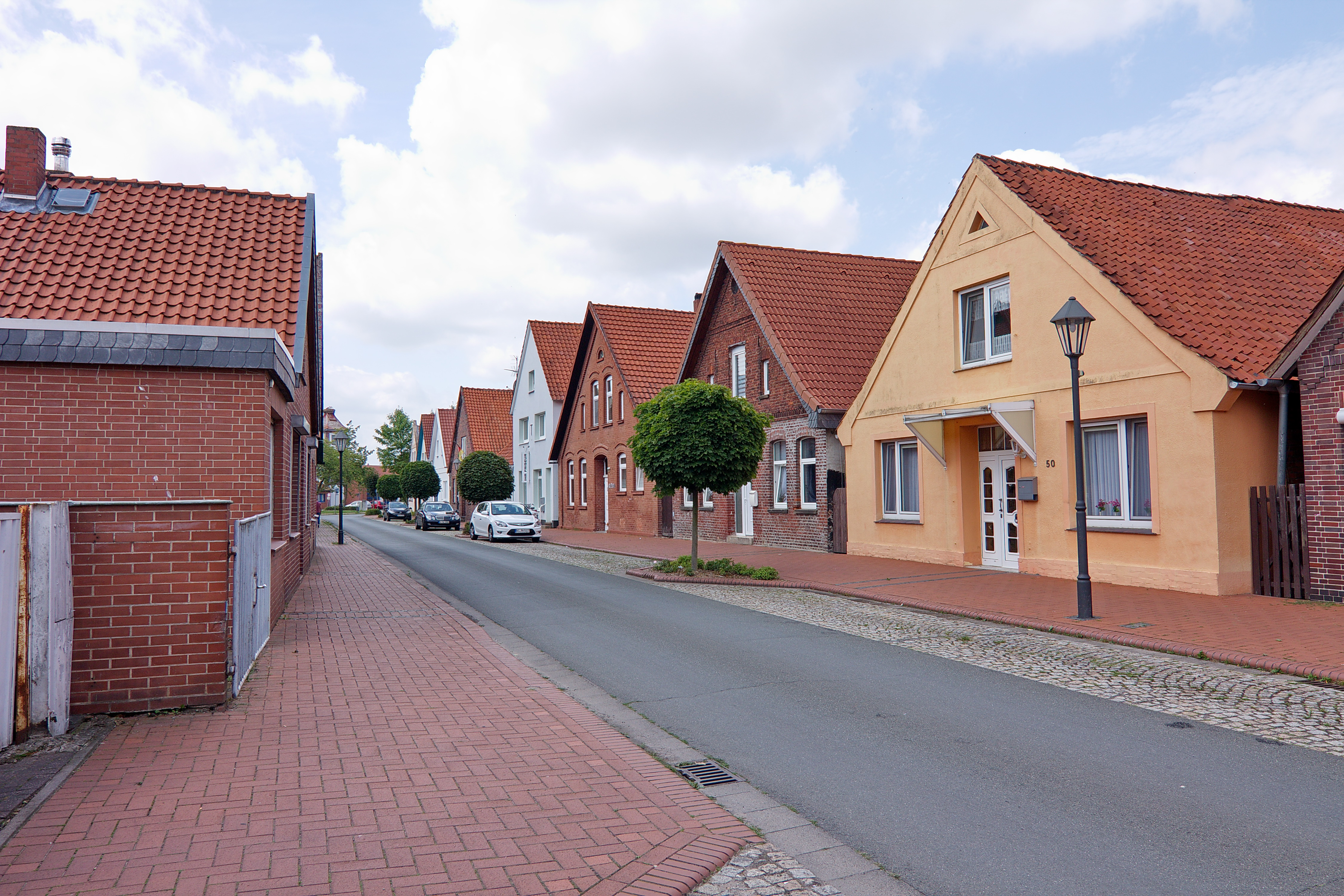
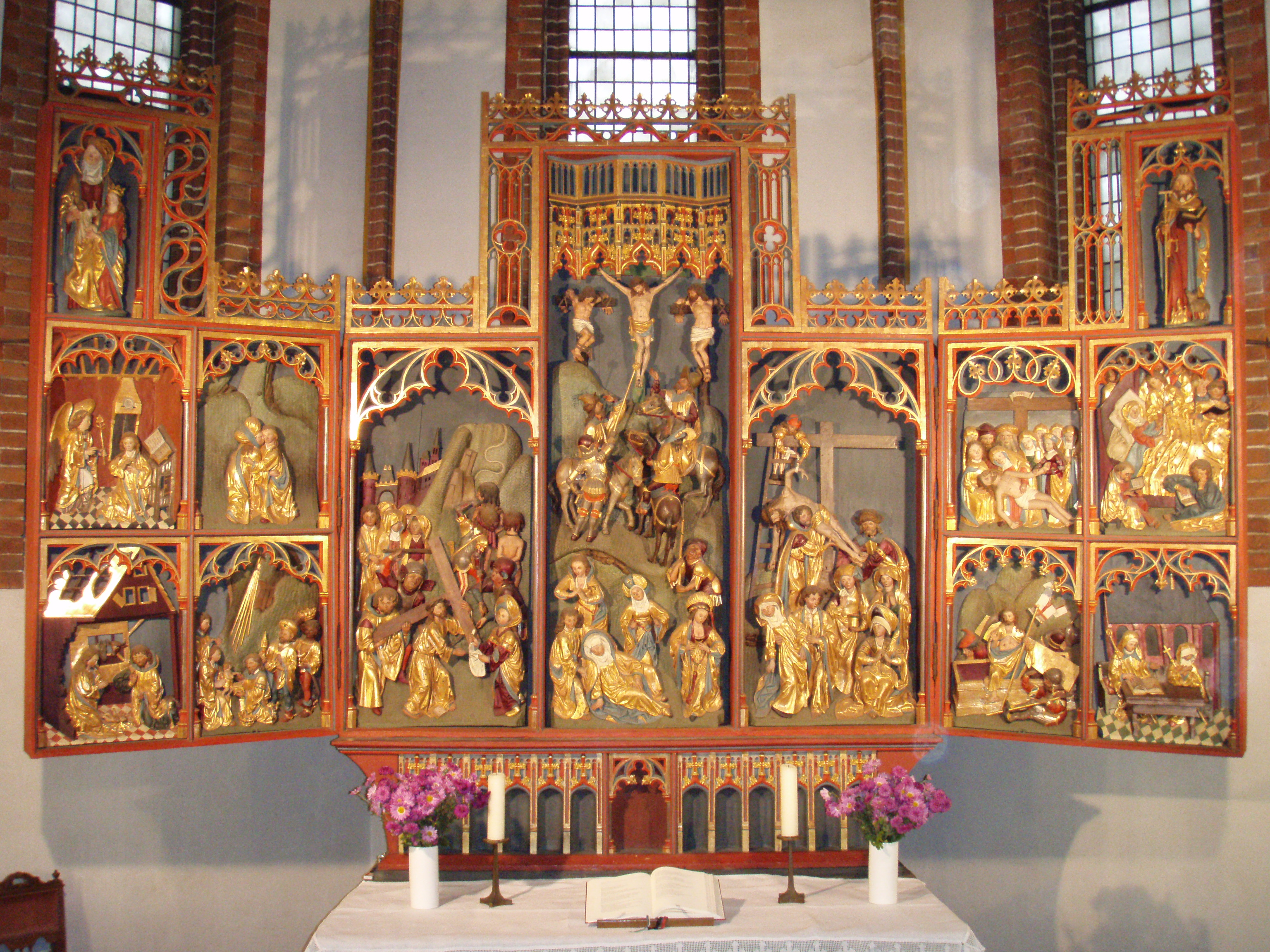